# Meiogyne pannosa
Meiogyne pannosa är en kirimojaväxtart som först beskrevs av Nicol Alexander Dalzell och som fick sitt nu gällande namn av James Sinclair.
Meiogyne pannosa ingår i släktet Meiogyne och familjen kirimojaväxter. Inga underarter finns listade i Catalogue of Life.